# Tỉnh ủy Bình Định
Tỉnh ủy Bình Định hay còn được gọi Ban chấp hành Đảng bộ tỉnh Bình Định là cơ quan lãnh đạo cao nhất của Đảng bộ tỉnh Bình Định giữa hai kỳ đại hội đại biểu Đảng bộ tỉnh Bình Định, do Đại hội Đại biểu Đảng bộ tỉnh bầu.
Tỉnh ủy Bình Định có chức năng thi hành nghị quyết, quyết định của Đại hội Đại biểu Đảng bộ tỉnh Bình Định, Ban Chấp hành Trung ương Đảng, Ban Bí thư và Bộ Chính trị.
Đứng đầu Tỉnh ủy là Bí thư Tỉnh ủy và thường là ủy viên Ban chấp hành Trung ương Đảng. Bí thư hiện tại là Ủy viên Ban Chấp hành Trung ương Đảng Hồ Quốc Dũng.